# Erythrocephalum marginatum
Erythrocephalum marginatum là một loài thực vật có hoa trong họ Cúc. Loài này được (O.Hoffm.) S.Ortiz & A.P.Cout. mô tả khoa học đầu tiên năm 2001.